# Pujilí (kanton)
Pujilí is een kanton in de provincie Cotopaxi in Ecuador. Het kanton telde 60.728 inwoners in 2001.
Hoofdplaats van het kanton is Pujilí.

## Geboren
- Guillermo Rodríguez Lara (1924), waarnemend president van Ecuador (1972-1976) en militair